# Cipriano Coronel Zegarra
Cipriano Coronel Zegarra, (Tacna, 1809 - Lima, 16 de septiembre de 1869) fue un político y diplomático peruano. Ejerció diversas comisiones diplomáticas y fue representante del Perú en Bolivia, Chile y  Estados Unidos. Fue ministro de Gobierno entre 1863 y 1864, en plena crisis internacional con España, así como diputado en diversos periodos.

## Biografía
Fue hijo de José Coronel e Isabel Zegarra. Estudió  Leyes y Cánones en la Universidad Mayor Real y Pontificia San Francisco Xavier de Chuquisaca, y en la Universidad de Arequipa se graduó de bachiller en Jurisprudencia, pero no se recibió como abogado porque tuvo que ir a Lima, donde laboró en el Ministerio de Hacienda, entre 1830 y 1834. 
Como gran parte de los peruanos del sur, aceptó el establecimiento de la Confederación Perú Boliviana, aunque luego se opuso al plan de Andrés de Santa Cruz de anexar la provincia de Tacna a Bolivia y pasó a apoyar la causa restauradora. 
En 1839 fue elegido diputado por la provincia de Arica (que pertenecía entonces al departamento de Arequipa) al Congreso Constituyente reunido en Huancayo, del que fue secretario. Luego pasó a ser secretario de la prefectura de Tacna en 1840, y con el mismo cargo se incorporó en 1842 a la misión especial encabezada por el general Manuel de Mendiburu, que fue enviada a Bolivia para acordar la paz. Fue también secretario del encargado de negocios en Ecuador, general Alejandro Deustua, a quien luego sucedió en dicho cargo (1844-1847). 
De enero a abril de 1848 fue gobernador interino de la provincia litoral de Piura. De mayo de ese año a febrero del siguiente se desempeñó como encargado de negocios en Bolivia, donde suscribió un Tratado de Amistad y Comercio. En 1850 fue sucesivamente administrador de las aduanas de Paita e Islay.
En 1851 fue elegido diputado por la provincia de Tarapacá[cita requerida]. De 1852 a 1855 fue cónsul en Bélgica. De 1855 a 1858 se desempeñó como encargado de negocios en Chile, donde, en armonía con la política americanista del presidente Ramón Castilla, promovió la unidad americana para contrarrestar las agresiones auspiciadas por las grandes potencias, ejemplos de los cuales fueron la expedición Flores hacia Ecuador y la del filibustero William Walker en Nicaragua. Con los representantes de Chile y Ecuador reunidos en la capital chilena, suscribió un Tratado Continental de Alianza defensiva, el 15 de septiembre de 1856.
En 1858 fue elegido diputado por Paita[cita requerida]. De 1859 a 1861 fue encargado de negocios en Estados Unidos, donde contribuyó a solucionar el problema causado por ciudadanos estadounidenses que ilegalmente habían efectuado carguíos de guano de las islas Chincha a bordo de las naves Georgiana y Lizzie Thompson. Finalizada esta misión, volvió al Perú  y se le encomendó la administración de la aduana de Paita.
En 1863, al iniciarse el gobierno del general Juan Antonio Pezet, fue nombrado ministro de Gobierno, Policía y Obras Públicas. Le tocó afrontar las repercusiones del incidente de la hacienda Talambo (cerca de Chiclayo), donde un grupo de inmigrantes vascos sostuvo una reyerta con lugareños, a consecuencia de lo cual murió uno de ellos, además de resultar varios heridos. Suceso que aprovechó el gobierno español para exigir al Perú reparaciones, contando con el respaldo de su escuadra en el Pacífico. Esta ocupó las islas Chincha, el 14 de abril de 1864, lo que causó la indignación de la opinión pública peruana. El gabinete ministerial fue acusado de mostrar debilidad y Cipriano Coronel renunció el 28 de julio de 1864, abandonando definitivamente la vida pública.